# Papier rysunkowy
Papier rysunkowy – gramatura tego papieru to 80-90 g/m2. Nadaje się on do stosowania w  większości drukarek laserowych i atramentowych oraz kserokopiarek. Największą jego zaletą jest niski koszt zakupu. O ile jakość uzyskiwanych wydruków w przypadku drukarki  laserowej lub kserokopiarki  jest zadowalająca to w przypadku technologii atramentowej jest słaba, zwłaszcza przy drukowaniu grafiki i zdjęć. Powodem tego jest głęboka penetracja tuszu w strukturę papieru, co powoduje falowanie i wybrzuszanie się zadrukowanych  fragmentów oraz  brak ostrości wydruków z powodu migracji kolorów. Uzyskiwane rozdzielczości rzędu 360 dpi pozwalają na wykorzystanie tego rodzaju nośnika do wydruków np. listów z kolorowym małym logo firmy, tekstu  lub próbnych wydruków bardziej skomplikowanych obrazów.